# Carabus auratus
Carabus auratus Linnaeus, 1761 è un coleottero della famiglia dei Carabidi. Vive nelle parti centrali e occidentali dell'Europa.

## Descrizione
Questo coleottero raggiunge una lunghezza di 17-28 mm . Le elitre hanno tre righe di un verde dorato come il capo e il torace. Le zampe e le antenne sono arancioni-rossastre.

## Biologia

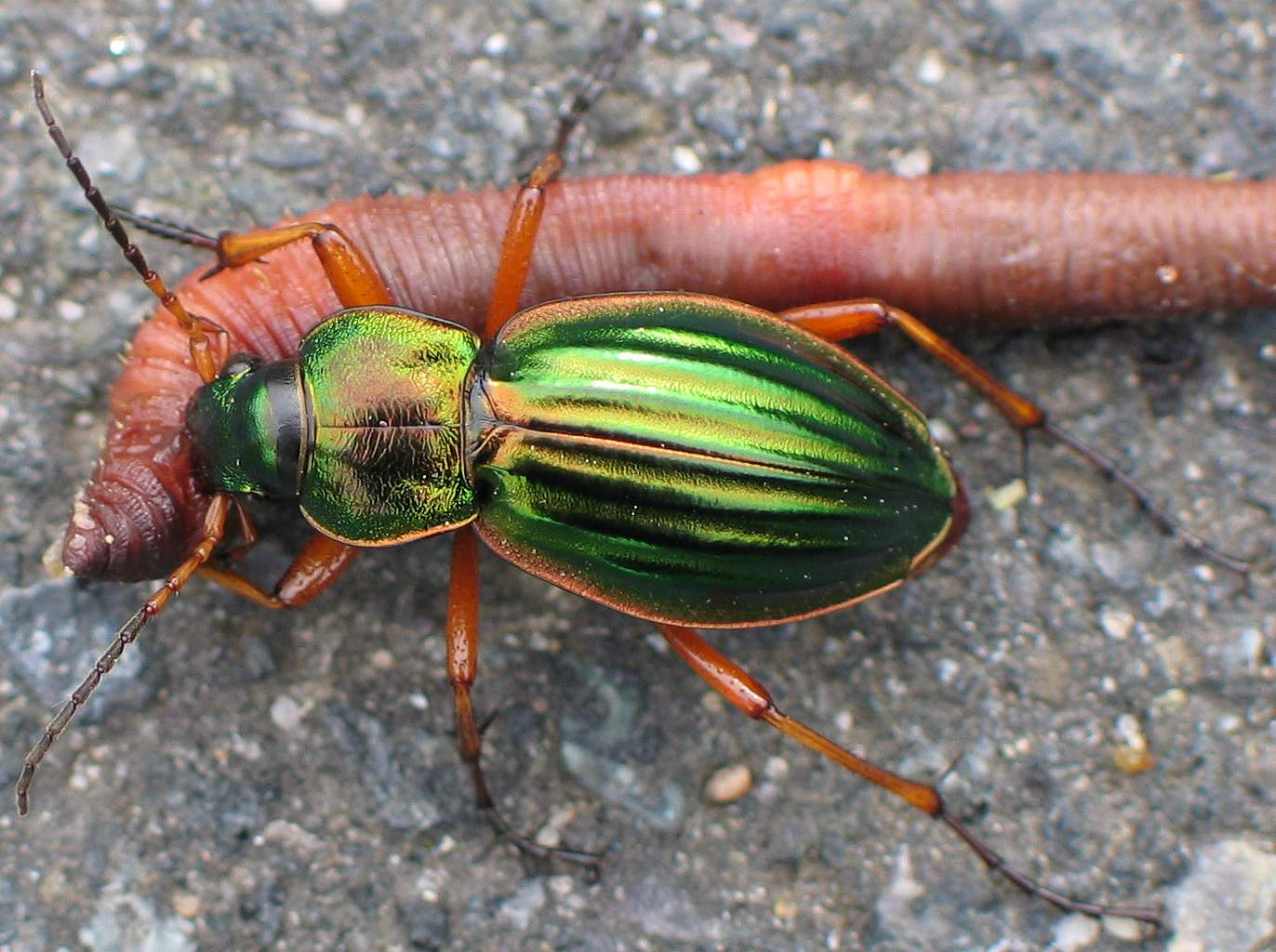

Carabus auratus vive in campi e cespugli, soprattutto nei terreni argillosi.
Preda vermi, lumache e altri piccoli invertebrati che afferra con le potenti mandibole.

## Distribuzione e habitat
Questo carabide vive nell'Europa centro-occidentale.

## Tassonomia
Sono note 4 sottospecie:
- Carabus auratus auratus Linnaeus, 1761
- Carabus auratus honnoratii Dejean, 1826
- Carabus auratus lasserrei Doue, 1855
- Carabus auratus lotharingus Dejean, 1826